# Adalberó de Laon
Adalberó de Laon, també anomenat Ascelí († 1030 o 1031, a l'abadia de Saint-Vincent de Laon), fou bisbe de Laon del 977 al 1030. Era membre de la casa de les Ardenes, fill de Renyer, comte de Bastogne, i nebot de Godofreu el Captiu, comte de Verdun i d'Adalberó arquebisbe de Reims.

## Biografia

La societat medieval: un sacerdot, un cavaller, un treballador. Aquesta miniatura il·lustra la ideologia dels tres ordres socials (els que resen, els que combaten, els que treballen)

Després d'haver començat els seus estudis a l'abadia de Gorze, fou de 969 a 974 alumne a Reims de Gerbert d'Aurillac, el futur papa Silvestre II. Lotari, rei carolingi de França, el va anomenar bisbe de Laon el 16 de gener del 977, després de la mort de Roricó sobrevinguda el 20 de desembre del 976. L'1 d'abril del 977, el seu oncle l'arquebisbe Adalberó de Reims li va danar la consagració episcopal a la catedral de Laon.
Poc després de la seva accessió a la seu episcopal, van córrer rumors d'adulteri sobre una relació que mantenia amb la reina Emma d'Itàlia, esposa de Lotari. Per tal de conèixer la veritat, el seu oncle l'arquebisbe de Reims va convocar un sínode que finalment va declarar innocent a la reina així com al bisbe. El germà del rei Lotari, Carles de Lotaríngie, que havia fomentat aquestos remors, fou exiliat.
Després de la mort de Lotari i del seu fill Lluís V de França, es va posar del costat del seu oncle l'arquebisbe Adalberó de Reims entre els impulsors del canvi de dinastia. El diumenge de rams 29 de març o el dijous sant 2 d'abril de 991, va lliurar d'una manera pèrfida a Carles de Lotaríngia, últim representant i hereu legítim de la dinastia carolíngia, a Hug Capet, el rei dels francs.
A la primavera del 993, el comte Eudes I de Blois, decebut que Hug Capet i el seu fill s'haguessin negat a conferir-li el títol de "duc dels francs", va planejar, en aliança amb Adalberó de Laon, de fer-los capturar en el moment d'una trobada projectada a Metz amb l'emperador Otó III i de col·locar Lluís de Baixa Lotaríngia sobre el tron. Eudes I de Blois s'hauria proclamat duc dels Francs i Adalberó bisbe de Reims. Hug Capet i el seu fill, previnguts, van fer fracassar aquesta temptativa i Adalberó va ser deposat al sínode de Pavia el 998.
Totes les seves accions li valdran la reputació de Vetulus Traditor (vell traïdor).

L'organització social en tres ordres

Fou l'autor del Poema al rei Robert escrit entre 1027 i 1030 en el qual ataca al monaquisme clunisenc i hi formula, un dels primers abans de Gerard de Cambrai, la idea d'una societat medieval composta de tres ordres en la imatge de La ciutat de Déu de Sant Agustí. La teoria de les ordines repartia la societat segons les funcions de cadascun: els oratores (els que resen, els monjos, els sacerdots), els pugnatores o bellatores (els que combaten, a penes 1 a 2% de la població) i els laboratores (aquells que treballen o, més precisament, els que llauren la terra, la immensa majoria dels pagesos).
La data de la seva mort és incerta, segons el necrològic de Saint-Vincent de Laon, un 27 de gener de 1030 (o 1031). Fou inhumat a l'església abacial de Saint-Vincent de Laon.